# Kazuki Ōmori
Kazuki Ōmori (Osaka, 3 marzo 1952 – Nishinomiya, 12 novembre 2022) è stato un regista, produttore cinematografico e sceneggiatore giapponese.

## Biografia
Nato ad Osaka, studiò alla Kyoto Prefectural University of Medicine conseguendo la laurea in medicina, per poi essere abilitato ad esercitare la professione. Durante il periodo universitario iniziò ad appassionarsi di cinema realizzando alcune opere indipendenti: nella sua prima opera Kuraku naru-made matenai! del 1975 riuscì a convincere Seijun Suzuki a partecipare, nel 1977 la sua sceneggiatura per Orenji Rodo kyuko ricevette anche un premio per cineasti indipendenti, consentendogli di diventare un regista professionista a partire dal 1980.
Durante la sua carriera realizzò film di vari generi, tuttavia in Occidente divenne conosciuto soprattutto per aver diretto due famosi film di genere kaijū sul personaggio di Godzilla.
Nel 1982 partecipò con i colleghi Kiyoshi Kurosawa, Sōgo Ishii, Shinji Sōmai e Kazuhiko Hasegawa alla fondazione della Director's Company, ovvero una società di produzione indipendente.
Nel 2000 divenne professore alla Osaka Electro-Communication University e nel 2005 anche alla Osaka University of Arts.
Morì nel 2022 per leucemia.

## Filmografia

### Regista
- Kuraku naru-made matenai! (1975)
- Orenji Rodo kyuko (1978)
- Kaze no uta o kike (1980)
- Hipokuratesu-tachi (1980)
- Sukanpin walk (1984)
- Koisuru onnatachi (1986)
- Totto Channel (1987)
- Sayonara no onnatachi (1987)
- Hana no furu gogo (1989)
- Godzilla vs. Biollante (1989)
- Boku ga byoki ni natta wake (1990) (episode 2)
- Mangetsu: Mr. Moonlight (1991)
- Godzilla vs. King Ghidorah (1991)
- Keisho sakazuki (1992)
- Shoot (1994)
- Dai shitsuren (1995)
- Kinkyu yobidashi - Emajenshi koru (1995)
- Waga kokoro no ginga tetsudo: Miyazawa Kenji monogatari (1996)
- Dorimu sutajiamu (1997)
- June Bride (1998)
- Kaze o mita shōnen (2000)
- Hakata Movie: Chinchiromai (2000)
- Saiaku (2001) (TV)
- Hashire! Ichiro (2001)
- T.R.Y. (2003)
- Super Star Fleet Sazer-X the Movie: Fight! Star Soldiers (2005)

### Sceneggiatore
- Kuraku naru-made matenai! (1975)
- Orenji Rodo kyuko (1978)
- Kaze no uta o kike (1980)
- Hipokuratesu-tachi (1980)
- Take It Easy (1986)
- Koisuru onnatachi (1986)
- Totto Channel (1987)
- Sayonara no onnatachi (1987)
- Yojo no jidai (1988)
- Hana no furu gogo (1989)
- Godzilla vs. Biollante (1989)
- Boku ga byoki ni natta wake (1990) (episodio 2)
- Mangetsu: Mr. Moonlight (1991)
- Godzilla vs. King Ghidorah (1991)
- Godzilla vs. Mothra (1992)
- Kinkyu yobidashi - Emajenshi koru (1995)
- Godzilla vs. Destroyer (1995)
- June Bride (1998)
- Kaze o mita shōnen (2000)
- Hakata Movie: Chinchiromai (2000)
- Hashire! Ichiro (2001)